# Црква Светих Апостола у Атини
Црква Светих Апостола у Атини  (грч. Άγιοι Απόστολοι Σολάκη) је византијска црква у југоисточном крају модерног дела Атине - Древна Агора. Једна је од најстаријих хришћанских цркава у Атини. Црква на позната још и по називу Свети апостоли Солакиса који се одниси на донатора који омогућио изградњу цркве.
Црква Светих апостола је од изузетног значаја као једини споменик, који је у потпуности очуван у свом изворном облику (осим храма Хефеста, који је спаљен). Ово је уједно и први храм средине Византијског периода у Атини, који означава почетак тзв "Атинског типа" градње.

## Историја
Црква Светих апостола је изграђена на рушевинама римског храма Нимфеум из 2. века. Међутим, у срцу источног дела цркве је темељ обичне стамбене зграде, која је срушена, да би се направило места за изградњу цркве.
Обнова цркве обављена је у периоду 1954-1957. године. Олтар и под цркве су израђени од мермера. Неколико сачуваних фресака централног пролазапотичу из 17. века, као и сачуване фреске уништене цркве Светог Спиридона који се чувају у цркви Светих апостола.

## Архитектура
Црква Светих Апостол се састоји од четири ваљка који подржавају куполу чинећи крст. Крај "крста" је полукружна купола. Између ниша су опремљени судопери. На овај начин је непознати архитекта покушао да ојача осећај јединства унутар храма. Поред главног храма Цркве постоје два трема који су завршени касније. Фреска из 17. века Светог Спиридона 